# 第19回サンフランシスコ・ベイエリア映画批評家協会賞
第19回サンフランシスコ・ベイエリア映画批評家協会賞は2020年の映画を対象としており、2021年1月16日にノミネーションが発表され、同月18日に受賞者が発表された。

## 受賞・ノミネート一覧
※受賞は太字。

### 作品賞
- 『ミナリ』
- 『ノマドランド』
- 『17歳の瞳に映る世界』
- 『First Cow』
- 『プロミシング・ヤング・ウーマン』

### 監督賞
- ケリー・ライヒャルト - 『First Cow』
- エリザ・ヒットマン - 『17歳の瞳に映る世界』
- エメラルド・フェネル - 『プロミシング・ヤング・ウーマン』
- クロエ・ジャオ - 『ノマドランド』
- リー・アイザック・チョン - 『ミナリ』

### 主演男優賞
- デルロイ・リンドー - 『ザ・ファイブ・ブラッズ』
- チャドウィック・ボーズマン - 『マ・レイニーのブラックボトム』
- リズ・アーメッド - 『サウンド・オブ・メタル 〜聞こえるということ〜』
- スティーヴン・ユァン - 『ミナリ』
- アンソニー・ホプキンス - 『ファーザー』

### 主演女優賞
- キャリー・マリガン - 『プロミシング・ヤング・ウーマン』
- シドニー・フラニガン - 『17歳の瞳に映る世界』
- ヴィオラ・デイヴィス - 『マ・レイニーのブラックボトム』
- フランシス・マクドーマンド - 『ノマドランド』
- エリザベス・モス - 『透明人間』

### 助演男優賞
- チャドウィック・ボーズマン - 『ザ・ファイブ・ブラッズ』
- ポール・レイシー - 『サウンド・オブ・メタル 〜聞こえるということ〜』
- レスリー・オドム・Jr - 『あの夜、マイアミで』
- サシャ・バロン・コーエン - 『シカゴ7裁判』
- デヴィッド・ストラザーン - 『ノマドランド』

### 助演女優賞
- トニ・コレット - 『もう終わりにしよう。』
- アマンダ・サイフリッド - 『Mank/マンク』
- オリヴィア・コールマン - 『ファーザー』
- マリア・バカローヴァ - 『続・ボラット 栄光ナル国家だったカザフスタンのためのアメリカ貢ぎ物計画』
- ユン・ヨジョン - 『ミナリ』

### 脚本賞
- ジャック・フィンチャー - 『Mank/マンク』
- リー・アイザック・チョン - 『ミナリ』
- エリザ・ヒットマン - 『17歳の瞳に映る世界』
- アーロン・ソーキン - 『シカゴ7裁判』
- エメラルド・フェネル - 『プロミシング・ヤング・ウーマン』

### 脚色賞
- ケリー・ライヒャルト、ジョナサン・レイモンド - 『First Cow』
- クロエ・ジャオ - 『ノマドランド』
- ケンプ・パワーズ - 『あの夜、マイアミで』
- チャーリー・カウフマン - 『もう終わりにしよう。』
- ルーベン・サンチャゴ＝ハドソン - 『マ・レイニーのブラックボトム』

### 撮影賞
- エリック・メッサーシュミット - 『Mank/マンク』
- ホイテ・ヴァン・ホイテマ - 『TENET テネット』
- ジョシュア・ジェームズ・リチャーズ' - 『ノマドランド』
- ニュートン・トーマス・サイジェル - 『ザ・ファイブ・ブラッズ』
- クリストファー・ブローヴェルト - 『First Cow』

### 編集賞
- 『ノマドランド』
- 『ファーザー』
- 『TENET テネット』
- 『Mank/マンク』
- 『シカゴ7裁判』

### 作曲賞
- 『ザ・ファイブ・ブラッズ』
- 『あの夜、マイアミで』
- 『Mank/マンク』
- 『ソウルフル・ワールド』
- 『ミナリ』

### 美術賞
- 『TENET テネット』
- 『Mank/マンク』
- 『マ・レイニーのブラックボトム』
- 『First Cow』
- 『あの夜、マイアミで』

### アニメーション映画賞
- 『2分の1の魔法』
- 『マロナの幻想的な物語り』
- 『ソウルフル・ワールド』
- 『ウルフウォーカー』
- 『フェイフェイと月の冒険』

### 特別賞
- 『ラ・ヨローナ 〜彷徨う女〜』
- 『The Last Tree』
- 『Shithouse』

### 外国語映画賞
- 『コレクティブ 国家の嘘』 ルーマニア
- 『バクラウ 地図から消された村』 ブラジル、 フランス
- 『アナザーラウンド』 デンマーク
- 『Deux』 フランス
- 『ラ・ヨローナ 〜彷徨う女〜』 グアテマラ

### ドキュメンタリー映画賞
- 『白いトリュフの宿る森』
- 『タイム』
- 『コレクティブ 国家の嘘』
- 『ボーイズ・ステイト』
- 『ハンディキャップ・キャンプ: 障がい者運動の夜明け』

### マーロン・リッグス賞
- ドーン・ポーター